# International Encyclopedia of Human Geography
L’Encyclopédie Internationale de Géographie Humaine (International Encyclopedia of Human Geography) est un ouvrage académique de référence paru en 2009 couvrant la géographie humaine. Les rédacteurs en chef sont Rob Kitchin et Nigel Thrift et il contient un avant-propos par Mary Robinson.
Mobilisant 844 auteurs de plus de 40 pays différents, les 914 entrées de cet ouvrage de près de 8500 pages en 12 volumes ont été un véritable défi de l'édition scientifique.

## Controverse
Le développement de l'encyclopédie a été soumis à des controverses épisodiques découlant de la participation d'une filiale d'Elsevier, Spearhead Exhibitions, dans l'industrie de la défense. À la suite d'une campagne d'envergure coordonnée sur le crit-geog-forum, liste de diffusion, axée spécifiquement sur la perception d'un conflit d'intérêts entre le commerce d'armes et l'édition universitaire, le 1er juin 2007, Elsevier a annoncé qu'il allait quitter l'entreprise au cours de la deuxième moitié de cette année,,,.